# تینا اوراسته
تینا اوراسته (استونیایی: Tiina Oraste؛ زادهٔ ۲ اکتبر ۱۹۶۲) سیاستمدار و نماینده سابق مجلس اهل استونی است.